# Fantômas revient
Fantômas revient est un feuilleton théâtral épique et chanté en seize tableaux.

## Argument
Fantômas : « Voilà le merveilleux cadeau que je fais au monde, à la terre, à ma terre ! Je remplace son humanité moche par une humanité superbe dont tous les éléments ressemblent à ma fille ».
Le maître du crime est de retour, une légende de la criminalité. Et pour faire ce qu'il sait faire, le mal.
Son projet est de tuer toutes personnes sur terre et de la repeupler avec des clones de sa fille Hélène. Celle-ci s'y oppose avec son fiancé le jeune journaliste Jérôme Fandor et l'inspecteur de police Juve, ennemi juré de Fantômas.

## Fiche technique
- Pièce de : Gabor Rassov
- Montée par : Pierre Pradinas
- Théâtre : Théâtre de l'Est parisien (Paris)
- Date : du 14 avril au 27 mai 2005
- Musique : Christophe Minck et Dom Farkas
- Costumes : Danik Hernandez
- Décors : Jacques Rouxel

## Distribution

### Acteurs
- David Ayala
- Romane Bohringer
- Gérard Chaillou
- Dom Farkas
- Thierry Gimenez
- Stéphane Godefroy
- Danik Hernandez
- Sandra Nkaké
- Gabor Rassov
- Thierry Stremler.

### Musiciens
En tournée
- Gérard Chaillou
- Sandra Nkaké
- Thierry Stremler
- Christophe Minck
- Dom Farkas
- Jean Fi Dary

Sur la bande son du spectacle
- Seb Martel
- Thomas Bloch
- Cyril Atef
- Magic Malik
- Vincent Ségal

## Commentaire
La musique moderne est l'élément clef de cette pièce, mélange de funk et de soul musique.
Adoré des surréalistes, Fantômas, maître du crime, fascinait par ses actes interdits et invraisemblables.

## Prix, nominations
- Molières 2005 : nomination au Molière du spectacle en région